# Галерија грбова Пољске
Галерија грбова Пољске обухвата актуелни грб Републике Пољске, њене историјске грбове, као и грбове њених војводина.

## Актуелни грб Пољске
- Грб
 Републике Пољске 
 (1990–данас)
- Грб
 Народне Републике Пољске 
 (1945–1990)

## Историјски грбови Пољске
- Грб
 Пјастовске Пољске 
 (992-1025)
- Грб
 Краљевине Пољске 
 (1025–1385)
- Грб
 Краљевине Пољске 
 (1385–1569)
- Грб
 Пољско-Литванске заједнице 
 (1569–1795)
- Грб
 Варшавског војводства 
 (1807–1815)
- Грб
 Конгресне Пољске 
 (1815–1916)
- Грб
 Краљевине Пољске 
 (1916–1918)
- Грб
 Друге Пољске републике 
 (1918—1939)

## Грбови пољских војводства
- Грб
 Варминско-мазурског војводства
- Грб
 Великопољског војводства
- Грб
 Доњешлеског војводства
- Грб
 Западнопоморског војводства
- Грб
 Кујавско-поморског војводства
- Грб
 Лођског војводства
- Грб
 Лублинског војводства
- Грб
 Лубушког војводства
- Грб
 Мазовског војводства
- Грб
 Малопољског војводства
- Грб
 Опољсковог војводства
- Грб
 Поткарпатског војводства
- Грб
 Подласког војводства
- Грб
 Поморског војводства
- Грб
 Светокришког војводства
- Грб
 Шлеског војводства